# Kamila Valíyeva
Kamila Valérievna Valíyeva (en ruso: Камила Валерьевна Валиева; Kazán, 26 de abril de 2006) es una deportista rusa que competía en patinaje artístico, en la modalidad individual.

## Trayectoria
Empezó a practicar el patinaje en 2009. En 2018 se unió al grupo de la entrenadora Eteri Tutberidze. Ganó en 2020 el Campeonato Mundial Júnior, la Final del Grand Prix Júnior y dos etapas del Grand Prix Júnior.
En 2021 conquistó el primer lugar en las competiciones de Grand Prix de Skate Canada y la Copa Rostelecom.
Participó en los Juegos Olímpicos de Pekín 2022, obteniendo el primer lugar en la prueba por equipo. También obtuvo el primer lugar en la prueba femenina del Campeonato Europeo de Patinaje Artístico sobre Hielo de 2022. Pero esos resultados fueron anulados, ya que fue descalificada posteriormente por dopaje.
Llegó a ser considerada una promesa internacional del patinaje artístico. Fue la primera mujer en realizar exitosamente en competición un toeloop cuádruple, un Salchow cuádruple y un triple Axel. Además, estableció en la Copa Rostelecom de 2021 la puntuación femenina más alta hasta ese entonces: 87,42 en el programa corto, 185,29 en el programa libre y 272,71 en total.
En febrero de 2022 recibió en su país la Orden de la Amistad. Ha participado en algunos espectáculos de patinaje artístico, el Trofeo de Canal Uno (Кубок Первого канала) en 2021 y 2022 y el Desafío Ruso (Русский вызов) en 2023.

## Dopaje
En los Juegos de Pekín 2022 formó parte del conjunto ruso que obtuvo el primer puesto en la prueba por equipo. Un día después, se anunció que la patinadora había dado positivo por trimetazidina en un control antidopaje realizado en diciembre de 2021. Sin embargo, debido a las circunstancias precipitadas en las que se reveló el positivo, el Tribunal de Arbitraje Deportivo (TAS) permitió que la patinadora participara en la prueba femenina.
En enero de 2023 la Agencia Rusa Antidopaje (RUSADA) decidió no sancionar a la patinadora, aludiendo que esta actuó sin culpa. Sin embargo, el TAS continuó con la investigación, y dictaminó en enero de 2024 que la patinadora había infringido la normativa antidopaje, le anuló todos los resultados obtenidos desde diciembre de 2021 y le aplicó una sanción retrospectiva de cuatro años.

## Palmarés internacional
| Juegos Olímpicos   | Juegos Olímpicos | Juegos Olímpicos | Juegos Olímpicos |
| Año                | Lugar            | Medalla          | Prueba           |
| ------------------ | ---------------- | ---------------- | ---------------- |
| 2022               | Pekín (China)    | DSC              | Equipo           |
| Campeonato Europeo |                  |                  |                  |
| Año                | Lugar            | Medalla          | Categoría        |
| 2022               | Tallin (Estonia) | DSC              | Individual       |